# Santuario de Nuestra Señora de Europa
El Santuario de Nuestra Señora de Europa (en inglés: Shrine of Our Lady of Europe) es una iglesia parroquial católica y el santuario principal de Gibraltar situado en la punta de Europa. La iglesia está dedicada a Nuestra Señora de Europa, patrona católica de Gibraltar.
Pertenece a la Red Europea Mariana, que une veinte santuarios marianos de Europa (tantas como el número de decenas en el Rosario).

## Origen
A comienzos del siglo XIV, durante el período de dominación musulmana, se construyó una pequeña mezquita en Punta Europa. Durante el primer período español (1309–1333), la mezquita se convirtió en santuario cristiano.